# سيد كاظم حميد ربيع
سيد كاظم حميد ربيع (ولد في المنامة، البحرين) لاعب كرة قدم بحريني يجيد اللعب في مركز الوسط المهاجم. يلعب حاليا لصالح الأهلي الذي ينافس في الدوري البحريني الممتاز منذ يناير 2020.